# Tianbao (köping i Kina, Shandong)
Tianbao (kinesiska: 天宝镇, 天宝) är en köping i Kina. Den ligger i provinsen Shandong, i den östra delen av landet, omkring 85 kilometer sydost om provinshuvudstaden Jinan. Antalet invånare är 71030. Befolkningen består av 36 612 kvinnor och 34 418 män. Barn under 15 år utgör 18,0 %, vuxna 15-64 år 70 %, och äldre över 65 år 11,0 %.
Genomsnittlig årsnederbörd är 857 millimeter. Den regnigaste månaden är juli, med i genomsnitt 283 mm nederbörd, och den torraste är januari, med 4 mm nederbörd.